# 田尾庄
田尾庄，為1920年~1945年間存在之行政區，轄屬臺中州北斗郡。今彰化縣田尾鄉。

## 街原名
原屬
- 東螺西堡之溪仔頂庄
- 東螺東堡之饒平厝庄、田尾庄、海豐崙庄、打簾庄
- 武西堡之曾厝崙、鎮平庄、小紅毛社[1]

## 行政區劃
田尾庄轄域內分為田尾、溪子頂、饒平厝、海豐崙、打簾、曾厝崙、鎮平、小紅毛社八個大字。
- 溪子頂大字下有「溪子頂」、「十張犁」、「三十張犁」小字名
- 打簾大字下有「打簾」、「柳樹湳」小字名